# Natacha Rafalski
Natacha Rafalski, née le 24 janvier 1968  à Montréal au Canada, est une dirigeante d'entreprise française et américaine, présidente de Disneyland Paris depuis le 12 décembre 2018.

## Biographie

### Famille et formation
Natacha Janine Pugeat est née le 24 janvier 1968, à Montréal, au Canada, et a grandi près de Paris, en France,.
Après des études au lycée international de Saint-Germain-en-Laye, elle poursuit des études supérieures à l'université de Californie à Los Angeles où elle obtient un Master of Business Administration (MBA) en finance de l'Anderson School of Management. Elle obtient à l'université de Californie à Santa Barbara un Book Awards en mathématiques et en économie de Phi Beta Kappa,.

### Carrière professionnelle
Natacha Rafalski commence sa carrière au sein du groupe Disney en 1995 où sa mère est « cast member » au département finances. Elle travaille dans le domaine de la supervision du financement des entreprises et des projets liés à Disneyland Paris puis occupe divers postes dans les domaines de la trésorerie et des finances, notamment au sein de l’équipe de négociation du Shanghai Disney Resort. Elle dirige ensuite les activités mondiales de The Walt Disney Company sur les marchés de capitaux et pilote le groupe mondial de gestion de trésorerie de The Walt Disney Company, puis dans la division Corporate Treasury en tant que vice-présidente Corporate Finance pour The Walt Disney Company. 
En octobre 2017, elle est nommée vice-présidente « Finances » avant d’étendre ses responsabilités à l’immobilier, la transformation et aux partenariats stratégiques à Disneyland Paris. En juillet 2018, elle est nommée Présidente de Disneyland Paris, succédant à l'anglaise Catherine Powell et déclare à ce sujet : « La France a toujours eu une place spéciale dans mon cœur, et je suis impatiente de piloter et de faire grandir notre business alors que nous continuons à perpétuer et renforcer l’expérience promise par ce qui constitue la première destination touristique d’Europe »,.
Elle est nommée à ce poste notamment pour superviser le plan d'expansion du parc francilien dont l'annonce a été faite en juin 2018,,.

### Notoriété et distinctions
Natacha Rafalski est une leader clé de la diversité et de l'inclusion à Disneyland Paris, en créant un groupe de direction composé de femmes, D Elles P, et en encourageant les Cast Members à créer un réseau dédié aux femmes. Outre les nombreuses initiatives qu'elle continue de mener pour Disneyland Paris, elle figurait parmi les lauréates 2017 des 16e prix annuels Women in Worth Watching de Profiles in Diversity Journal.